# آبادسازی سرزمین

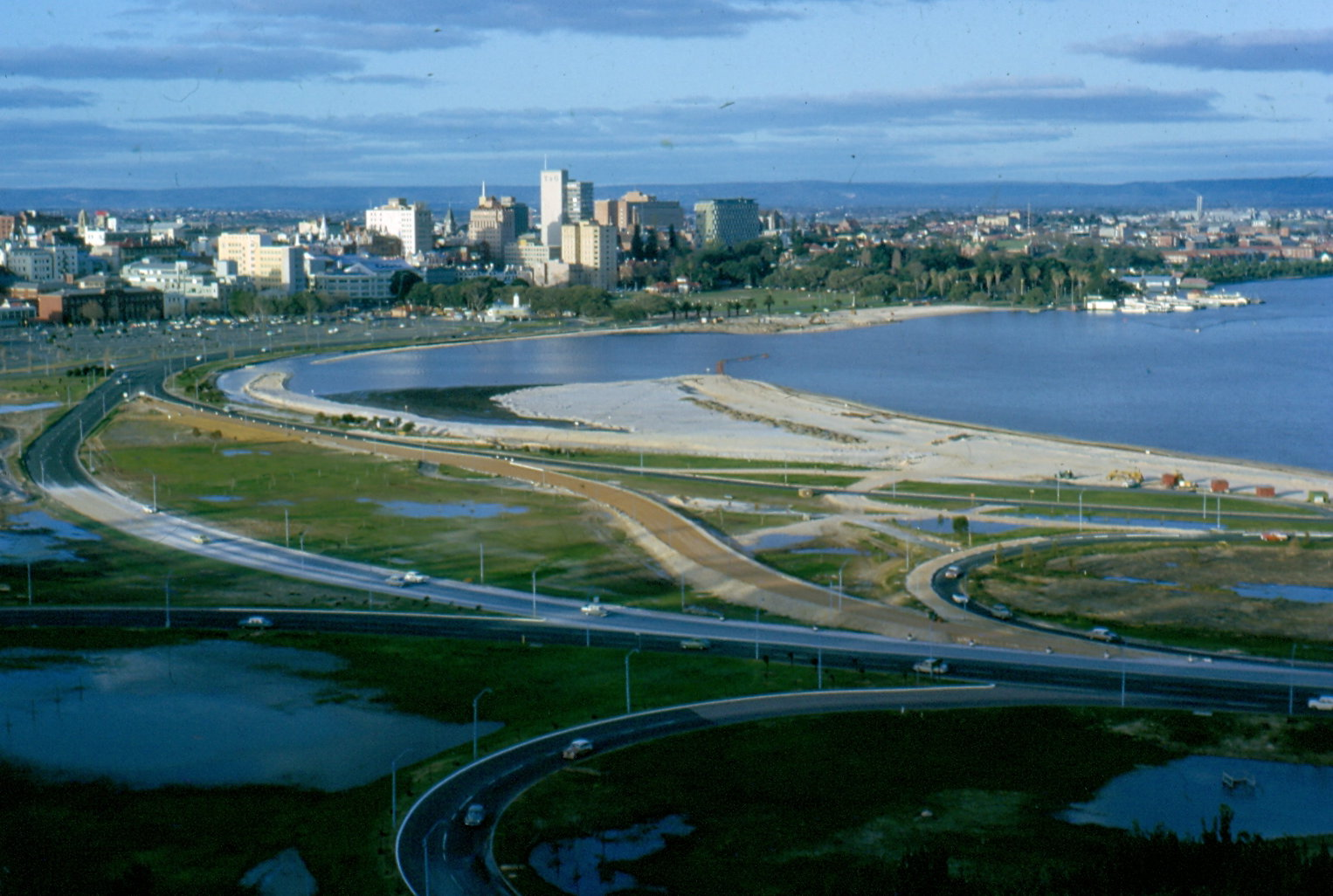
آبادسازی سرزمین در پرث، استرالیا ۱۹۶۴

آبادسازی سرزمین (به انگلیسی: Land reclamation) که معمولاً به‌طور خلاصه آبادسازی (reclamation) شناخته می‌شود و همچنین به عنوان پر کردن زمین (land fill) نیز شناخته می‌شود، فرایند ایجاد زمین جدید از محیط اقیانوس‌ها، دریاها، بستر رودخانه‌ها یا بستر دریاچه‌ها است. سرزمین آبادشده به عنوان زمین آبادشده یا زمین پُرشده شناخته می‌شود.

## نگارخانه

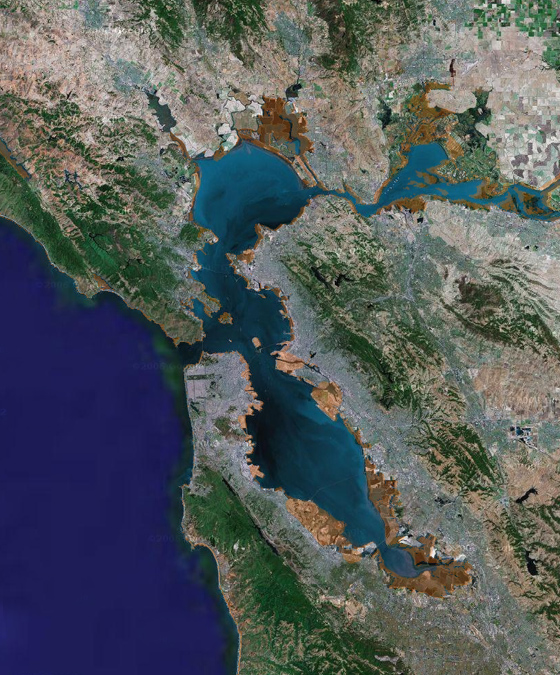
بخش‌هایی (که با رنگ قهوه‌ای مشخص شده‌اند) از خلیج سانفرانسیسکو برای استفاده شهری از تالاب‌ها آبادسازی شدند.
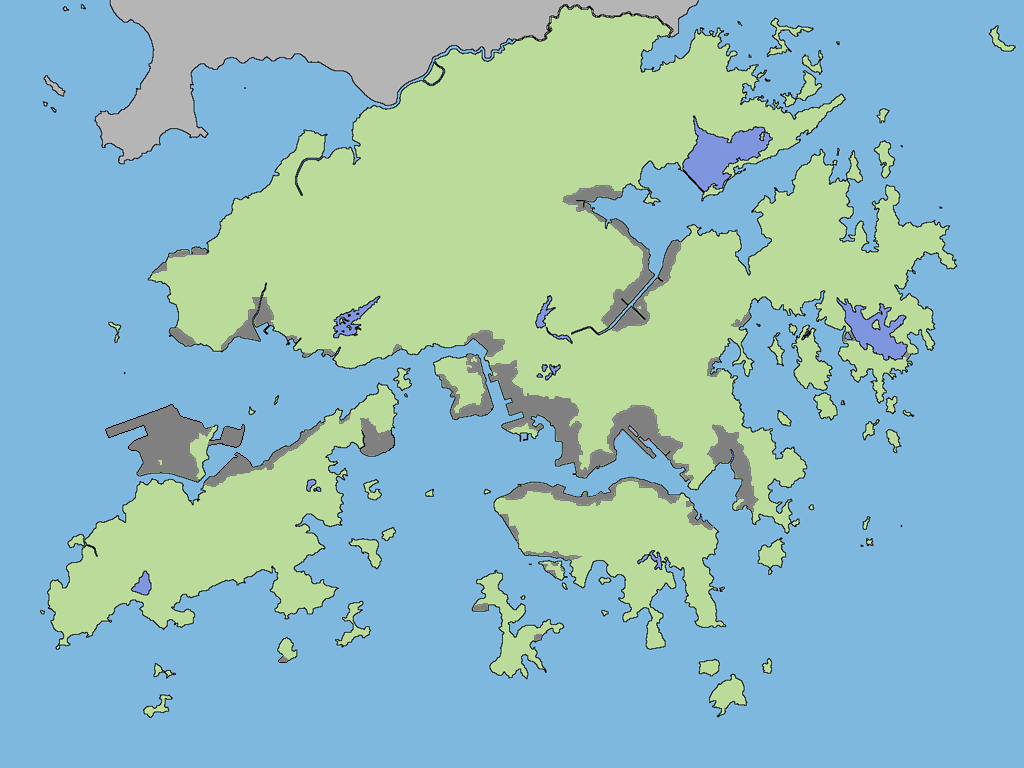
نقشه‌ای از زمین‌های آبادسازی‌شده (منطقه خاکستری) در هنگ کنگ. بسیاری از مناطق شهری هنگ کنگ در زمین‌های آبادسازی‌شده قرار دارند.
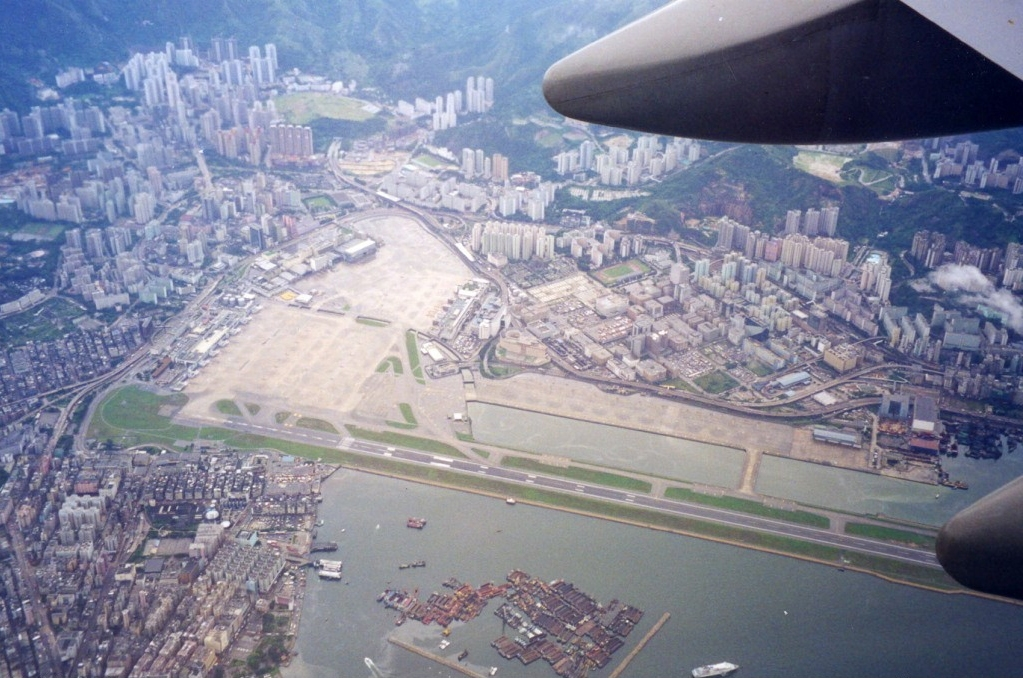
فرودگاه قدیمی هنگ کنگ (تصویر) و فرودگاه جدید در زمین‌های آبادسازی‌شده ساخته شده‌اند.
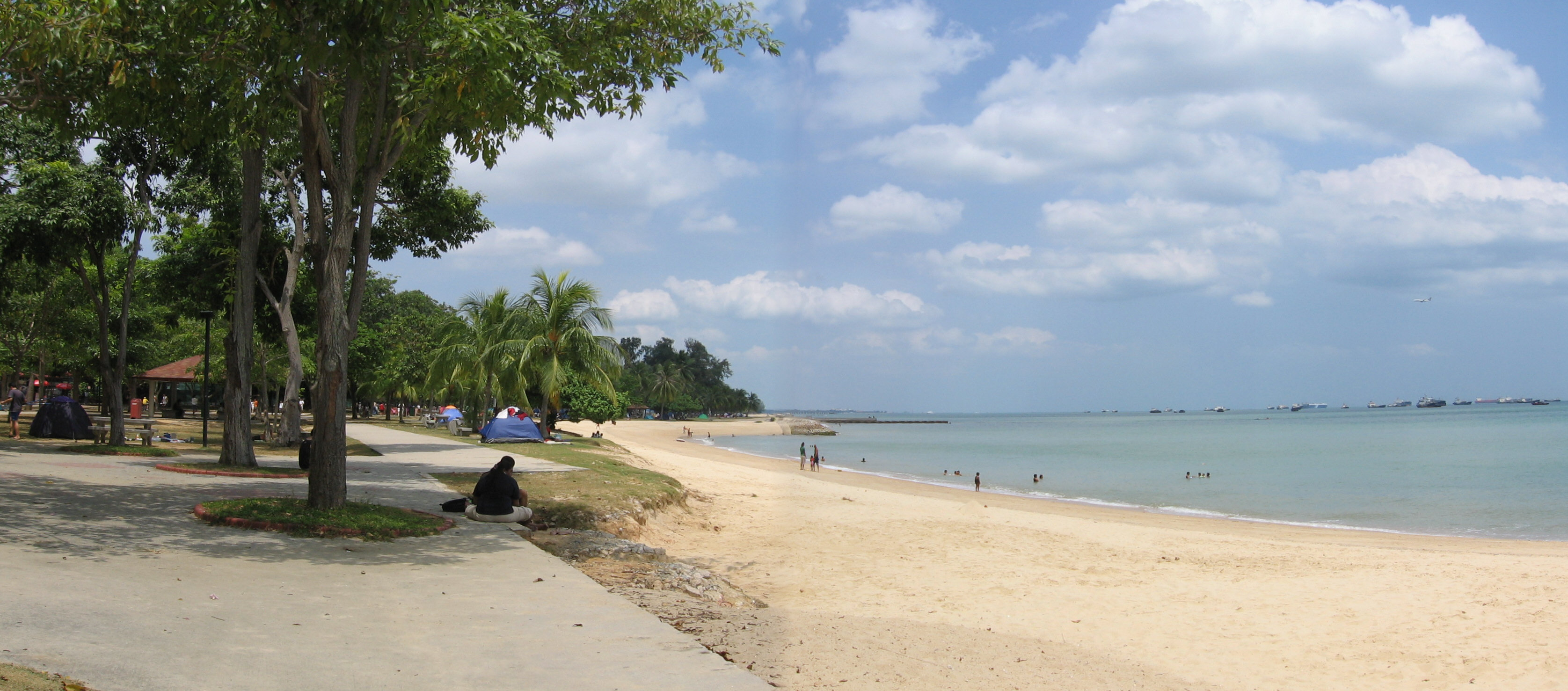
پارک ساحلی شرقی در سنگاپور در زمینی آبادسازی‌شده با ساحلی ساخته شده توسط انسان